# Rugby Riviera 1975
Il Rugby Riviera 1975 Associazione Sportiva Dilettantistica, anche noto come Rugby Riviera, è un club italiano di rugby a 15 maschile e femminile di Mira (VE).

## Storia
Il club fu fondato nel 1974 con il nome Rugby Mira, e la squadra venne iscritta al campionato di serie D. La promozione in C2 avvenne nel 2000; negli anni successivi la prima squadra fu promossa dapprima in C1 e poi in serie B nel 2005, anno in cui la società prese il nome Rugby Riviera 2005. Nella stagione 2008-2009 la squadra ottenne per la prima volta nella sua storia la promozione nel campionato di campionato di serie A2, la seconda divisione del rugby italiano.
Nel primo campionato di A2 il Riviera riuscì a salvarsi; al termine del torneo vi fu una riorganizzazione societaria, cambiò nuovamente il nome e prese quello di Riviera Rugby 2010. Riuscì a salvarsi anche nella stagione 2010-2011, al termine della quale rinunciò ad iscriversi al campionato di A2 2011-2012.
Il Riviera 2010 ha dovuto ripartire dalla serie C nel 2011, ed ha affrontato la stagione 2012-2013 nella serie C girone Elite Triveneto. Nelle seguenti stagioni ha disputato il campionato di serie C e C1. Al termine della stagione 2016-2017 il Rugby Riviera 1975 ha ottenuto la promozione in serie B. Nelle stagioni 2017-2018, e 2018-2019 la formazione maschile ha militato nel campionato nazionale di serie B, girone 3. Dal 2019 la formazione gioca nel campionato di serie C1.

## Cronistoria
- 2007-2008 - Serie B
- 2008-2009 - Serie B
- 2009-2010 - Serie A2
- 2010-2011 - Serie A2
- 2011-2012 - Cessione titolo per la disputa dell'A2 ed iscrizione in serie C
- 2012-2013 - Serie C girone Elite Triveneto
- 2013-2014 - Serie C
- 2014-2015 - Serie C
- 2015-2016 - Serie C
- 2016-2017 - Serie C1
- 2017-2018 - Serie B
- 2018-2019 - Serie B
- 2019-2020 - Serie C1
- 2020-2021 - Serie C1
- 2021-2022 - Serie C1
- 2022-2023 - Serie C1
- 2024-2025 - Serie C1